# Приволжье (Тверская область)
Приволжье — деревня в Зубцовском районе Тверской области. Входит в состав Зубцовского сельского поселения.
Деревня расположена в 8 км на север от райцентра города Зубцова.

## История
В конце XIX — начале XX века деревня Свиньино входила в состав Коптевской волости Зубцовского уезда Тверской губернии. 
С 1929 года деревня входила в состав Брычевского сельсовета Зубцовского района Ржевского округа Западной области, с 1935 года — в составе Калининской области, с 1994 года — в составе Брычевского сельского округа, с 2005 года — в составе Зубцовского сельского поселения.
В 1965 г. Указом Президиума ВС РСФСР деревня Свинино переименована в Приволжье.

## Население
| 1859 | 2002 | 2010 |
| ---- | ---- | ---- |
| 38   | ↘9   | ↗10  |